# 格柳
格柳是阿根廷的城市，位於該國東北部，距離首都布宜諾斯艾利斯34公里，由布宜諾斯艾利斯省負責管轄，面積15.63平方公里，海拔高度28米，2001年人口57,878。

## 外部連結
- （西班牙文） Municipal website （页面存档备份，存于）